# Yūki Toyotarō

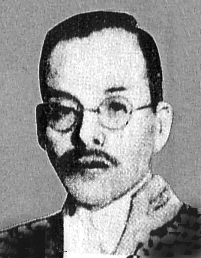
Yūki Toyotarō

Yūki Toyotarō (japanisch 結城 豊太郎; geboren 24. Mai 1877 in Nan’yō, Präfektur Yamagata; gestorben 1. August 1951) war ein japanischer Finanzfachmann, Finanzminister, Präsident der Bank of Japan.

## Leben und Werk
Yūki Toyotarō, geboren in der Präfektur Nan’yō als Sohn einer Sakebrauerei-Familie, machte seinen Abschluss an der Universität Tokio. 1903 trat er in die Bank of Japan ein. Er arbeitete als Leiter verschiedener Zweigstellen, u. a. in New York, und wurde schließlich Direktor. 1921 schloss er sich dem  Industriekonglomerat Yasuda Zaibatsu an. 1930 wurde er Präsident der "Industrial Bank of Japan" (日本興業銀行, Nihon Kōgyō Ginkō), 1937 war er von Januar bis Februar nur kurz Präsident der "Japanischen Industrie- und Handelskammer" (日本商工会議所; Nihon Shōkō Kaigijo), da er dann Finanzminister im Kabinett Hayashi wurde, das nur bis Juni im Amt war. Yūki wurde dann Mitglied des Herrenhauses und wirkte als Gouverneur der Bank of Japan bis 1944.
Während des Pazifikkriegs arbeitete Yūki an der Ausweitung der Munitionsindustrie, formulierte während der Kriegszeit die Finanz- und Geldpolitik und trieb sie voran.
1948 wurde er Oberpriester am Yūki-Schrein in Tsu, der einem Mitglied einer wohl nicht verwandten Adelsfamilie Yūki gewidmet ist.